# Lankmoed
Lankmoed is een cabaret-duo uit Vlaanderen, bestaande uit Jan Geubbelmans en Peter Van Ewijk.
Het duo was in 2009 finalist van het Nederlandse kleinkunstconcours om de Wim Sonneveldprijs. In 2011 werden ze derde in de finale van het Nederlandse Camerettenfestival. Ze wonnen er ook de publieksprijs.
Het duo noemde zich naar het Nederlandse woord lankmoedig, wat in het Van Dale woordenboek omschreven wordt als in staat veel te verdragen vóór boos te worden.